# 레이디 아이리스 마운트배튼
레이디 아이리스 빅토리아 베아트리체 그레이스 켐프(Lady Iris Victoria Beatrice Grace Kemp, 1920년 1월 13일 ~ 1982년 9월 1일)는 영국의 배우, 모델이다. 빅토리아 여왕의 막내 증손이다. 그녀는 또한 스페인의 빅토리아 유지니 왕비의 조카딸로, 후안 카를로스 1세의 아버지이자 현재 스페인 국왕 펠리페 6세의 할아버지인 바르셀로나 백작 인판테 후안과 프랑스 왕위 계승권 주장자인 세고비아 공작 인판테 하이메의 1촌 조카이기도 하다. 그녀는 또한 엘리자베스 2세의 부군인 에든버러 공작 필립의 2촌 조카이기도 하다.